# Dave Freudenthal
David Duane "Dave" Freudenthal (Thermopolis, 12 ottobre 1950) è un economista, avvocato e politico statunitense, governatore del Wyoming dal 6 gennaio 2003 al 3 gennaio 2011.

## Biografia

### Primi anni
Dave Freudenthal è nato a Thermopolis, piccolo comune capoluogo della contea di Hot Springs, situata nel Wyoming centro-settentrionale. Settimo di otto figli, egli è cresciuto in una fattoria isolata situata nel nord del paese. Nel 1973, si laureò in economia presso l'Amherst College e, pochi anni dopo, divenne uno dei collaboratori del governatore Edgar Herschler.
Nel 1980, Freudenthal conseguì una seconda laurea in giurisprudenza presso l'Università del Wyoming e aprì un proprio studio privato.

### Carriera politica
Nel 1994, grazie all'amicizia col governatore Mike Sullivan, Freudenthal fu nominato procuratore federale dello stato del Wyoming, incarico che abbandonò nel maggio 2001.
L'anno successivo, nel 2002, Freudenthal vinse le elezioni del Partito Democratico per il Wyoming, mentre il 5 novembre dello stesso anno vinse le elezioni generali nello stato diventandone ufficialmente governatore il 6 gennaio 2003. Dopo aver vinto le successive elezioni del 2006 con una schiacciante maggioranza, Freudenthal fu rieletto governatore del Wyoming per una seconda volta, tuttavia annunciò anche che non si sarebbe candidato nuovamente alle elezioni del 2010.
Freudenthal riuscì a godere, durante il suo mandato, di un ampio consenso fra i suoi elettori, nonostante egli fosse un governatore democratico in uno stato di tradizione principalmente repubblicana. Infatti, le posizioni che assunse posizioni conservatrici, entrando spesso in conflitto con i funzionari federali e i gruppi ambientalisti. Durante i suoi due mandati, il Wyoming vide un significativo boom energetico e un surplus delle entrate pubbliche fino allo scoppio della la grande recessione.

## Vita privata
Dave Freudenthal si è sposato con Nancy Freudenthal, una magistrata di Cody con la quale ha avuto quattro figli: Donald, Hillary, Bret e Katie.
Suo fratello, Steve Freudenthal, anch'egli politico, fu un membro della Camera dei rappresentanti del Wyoming. Nel 2008, ha subito un intervento chirurgico alla spalla.